# Murraya flava
Murraya flava är en vinruteväxtart som beskrevs av E. G. Baker. Murraya flava ingår i släktet Murraya och familjen vinruteväxter. Inga underarter finns listade i Catalogue of Life.